# Mahrès
Mahrès ou Mahares (arabe : المحرس) est une ville côtière tunisienne située à une trentaine de kilomètres au sud de Sfax et à 300 kilomètres de Tunis.
Rattachée administrativement au gouvernorat de Sfax, elle devient le 1er avril 1918 une municipalité puis, après l'indépendance en 1956, le chef-lieu d'une délégation dont la superficie est estimée à 436 km². Celle-ci est subdivisée en six imadas.

## Géographie
La ville jouit d'un emplacement stratégique qui la place sur deux importantes voies romaines, notamment celle reliant Carthage à Alexandrie. Le rivage municipal s'étend sur 28 kilomètres de la côte méditerranéenne.

## Histoire
En 412, l'évêque Valentinianus, représentant de la ville catholique de Younga (Macomades Minores), située au sud de l'actuelle Mahrès, assista au concile de Carthage. En outre, la ville accueillit un concile provincial en 524.
La forteresse byzantine de Younga, unique site archéologique de son genre dans la région et dont la construction remonte au VIe siècle, reste le témoin de l'importance historique de Mahrès. Tirant son nom de sa fonction protectrice s'étendant de l'Antiquité à la période arabe, Mahrès connaît la présence phénicienne, en devenant un comptoir commercial littoral, puis joue un rôle important dans la conversion des Berbères au christianisme durant les périodes romaine et byzantine. Elle connaît ensuite une brillante période arabo-musulmane durant le règne des Aghlabides qui en font un puissant rempart contre les invasions étrangères, notamment pour prévenir une éventuelle attaque de Kairouan, la capitale de l'émirat dont le territoire couvre la Tunisie, l'est de l'Algérie, l'ouest de la Libye, la Sicile, la Sardaigne et le sud de l'Italie. Au milieu du IXe siècle, c'est le cadi aghlabide de Sfax, Ali ibn Salem Al-Bekri nommé à son poste par l'imam Sahnoun, qui fait construire une nouvelle forteresse dans la partie nord de Mahrès et fait changer le nom romain de la ville en Mahrès Ali (محرس علي). À son tour, ce nom est changé plus tard pour celui de Al Mahrès Al Jadid (المحرس الجديد) et se simplifie en devenant Mahrès.
Pendant onze siècles, la forteresse aghlabide résiste bien à l'épreuve du temps avant d'être transformée en 1937, à l'époque du protectorat français, par la construction de la Grande Mosquée de Mahrès qui en occupe l'intérieur tout en se servant des murs de la forteresse, modifiés à leurs tour, comme murs d'enceinte.
Sous le règne des Husseinites, Mahrès est l'un des 38 caïdats de la régence de Tunis puis constitue l'un des 38 districts du protectorat français au même titre que les districts de Sfax et de Jebiniana avec lesquels le district de Mahrès fusionne en 1956, année de l'indépendance de la Tunisie, pour former le gouvernorat de Sfax, l'un des 24 gouvernorats que compte le pays. Mahrès est alors dégradée au rang de délégation et fait partie des 264 délégations que compte la République tunisienne.

## Démographie
Mahrès constitue une ville comptant 15 878 habitants en 2014 et constitue le chef-lieu d'une délégation.

## Économie
La ville vit de la culture de l'olivier, de l'extraction de l'huile d'olive, de la pêche, de la production laitière, de l'industrie agroalimentaire, de l'industrie du meuble et de la confection des vêtements. Elle est aussi connue dans la région pour la longue plage de Chaffar, seule zone touristique du gouvernorat de Sfax, situées à trois kilomètres de la ville et que viennent fréquenter durant l'été ses habitants et ceux de l'agglomération sfaxienne.
La délégation de Mahrès abrite une oliveraie dans la région de Chaal ; elle constitue la bordure sud de la délégation et offre au gouvernorat un apport économique important. La région s'étend sur une vaste superficie faisant partie administrativement des délégations de Maharès, Graïba et Bir Ali Ben Khalifa. Nakta, l'un des six imadas de Mahrès, est pour sa part le principal producteur de lait au niveau du gouvernorat et l'un des principaux producteurs au niveau national. Le port de pêche, inauguré par l'ancien président Habib Bourguiba le 21 avril 1987, constitue en plus de son aspect économique un lieu de loisirs pour les habitants de la ville. Le secteur de la construction immobilière connaît depuis une trentaine d'années un grand dynamisme grâce notamment à la diaspora vivant en Europe.
La centrale de GPL liée au champ Miskar, qui se trouve à neuf kilomètres au nord de la ville, est exploitée par le groupe britannique British Gas et fournit 50 % des besoins tunisiens en gaz naturel.

## Culture

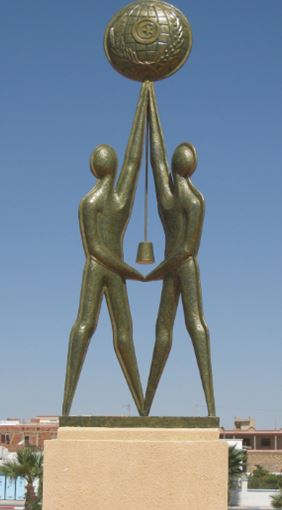
Solidarité mondiale, sculpture de Brahim Konstantini (polyester, 2008, 9 m) à Mahrès.

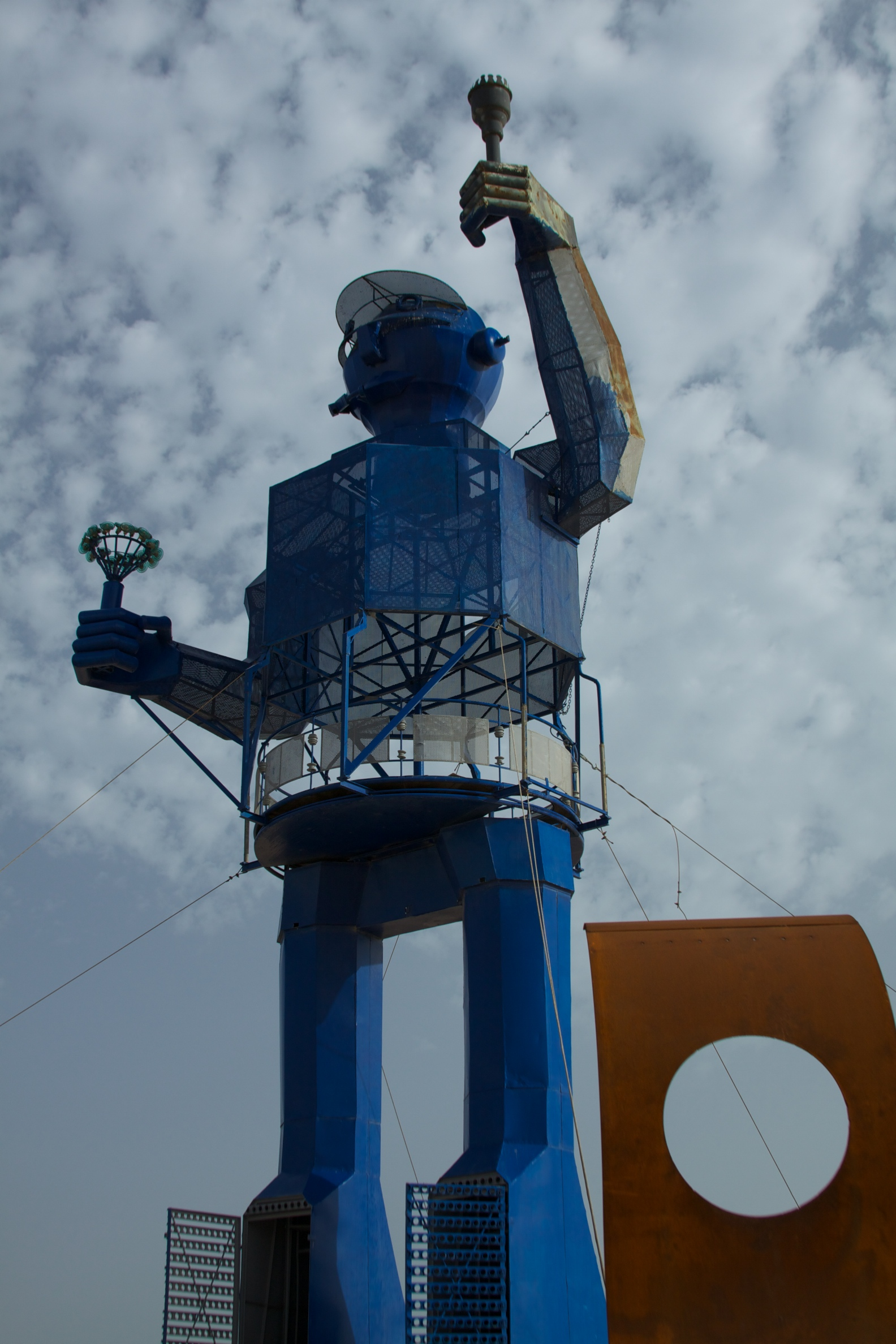
Exemple des œuvres situées le long de la plage de Mahrès.

La cité est connue sur le plan culturel pour abriter chaque été, depuis 1988, le Festival international des arts plastiques de Mahrès, créé et présidé par le peintre tunisien Youssef Rekik, qui possède ses propres locaux sur la corniche. En outre, Mahrès abrite une maison de culture qui relève du ministère de la Culture.

### Éducation
En matière d'éducation, Mahrès est équipée de deux lycées, de deux collèges, de onze écoles primaires et d'un centre de formation professionnelle.
Depuis 1968, une équipe de chercheurs de l'Institut de zoologie de l'Université de Zurich dirigée par le professeur Rüdiger Wehner (de) passe plusieurs mois à Mahrès, essentiellement en été, à étudier le mode de navigation des fourmis (cataglyphis bicolor). Ils ont été aidés et encouragés dès leur arrivée par Abdallah Belhadj, homme politique et citoyen de Mahrès décédé dans les années 1980.

### Sport
Mahrès dispose d'un stade municipal qui accueille les matchs du club de football de la ville, l'Association sportive de Mahrès (ASM), dont la principale performance a été d'atteindre les huitièmes  de finale de la coupe de Tunisie de football en 2004.
En outre, la ville abrite une maison de jeunes, destinée au divertissement et à la pratique de diverses activités artistiques et sportives, dont le Club de judo de la maison des jeunes de Mahrès (CJMJM), qui a pour rival le Club sportif des jeux individuels (CSJI) de Mahrès. La cité compte également des clubs de pétanque.

## Santé
En matière de santé, la ville compte un hôpital régional, deux dispensaires, quatre pharmacies, un centre d'imagerie médicale, deux laboratoires privés d'analyses biologiques, huit cabinets de médecins généralistes libéraux, sept  cabinets de chirurgiens-dentistes libéraux, deux gynécologues, un ophtalmologue, un cardiologue, deux orthopédistes et un cabinet de pédiatres libéraux.

## Infrastructures
Mahrès est traversée par les voies de chemins de fer reliant Tunis à Gabès au sud et Gafsa à l'ouest depuis 1898, époque du protectorat français. De nos jours, elle est traversée par la RN1 et se trouve à proximité de l'autoroute A1.
En matière de télécommunications, elle possède un seul centre public d'accès à Internet situé dans la maison des jeunes et son territoire urbain est entièrement couvert par les réseaux de téléphonie fixe, mobile et d'ADSL (Tunisie Télécom et différents FAI dont Topnet qui possède une représentation au sein de la ville). Il était prévu qu'à la fin de l'année 2009, la ville ferait partie des 90 % du territoire tunisien à bénéficier du service de la télévision numérique terrestre après qu'un émetteur aurait été installé à quelques kilomètres de la cité.